# منتخب أرمينيا لكرة السلة
منتخب أرمينيا لكرة السلة هو ممثل أرمينيا الرسمي في المنافسات الدولية في كرة السلة. ينتمي إلى منطقة الاتحاد الأوروبي لكرة السلة. انضم إلى الاتحاد الدولي لكرة السلة في عام 1991.